# Sospetti in famiglia 2
Sospetti in famiglia 2 (Breach of Faith: A Family of Cops 2) è un film per la televisione del 1997 diretto da David Greene. È il sequel del film Sospetti in famiglia e si conclude con il terzo capitolo Sospetti in famiglia 3. Nel secondo film Daniel Baldwin viene sostituito da Joe Penny sempre nel ruolo di Ben Fein.

## Trama
L'ispettore Fein dovrà indagare sull'omicidio di un prete russo, che si era immischiato nell'organizzazione criminale russa. Però, viene aiutato da Ben e Eddie per le indagini.